# S-Adenozil metionin
S-Adenozil metionin (ademetionin, AdoMet, SAM, SAMe, SAM-e) je kosupstrat koji učestvuje u trnasferu metil grupe. SAM je otkriven 1952. On se sastoji od adenozin trifosfata (ATP) i metionina koji su spojeni posredstvom metionin adenoziltransferaze. SAM se koristi pri transmetilaciji, transsulfuraciji, i aminopropilaciji. Mada se te anaboličke reakcije odvijaju širom tela, najveći deo SAM-a se proizvede i konzumira u jetri.
Metil grupa (CH3) vezana za metioninski atom sumpora u SAM-u je hemijski reaktivna. To omogućava donaciju te grupe na akceptorski supstrat u reakcijama transmetilacije. Više od 40 metaboličkih reakcija obuhvata transfer metil grupe sa SAM-a na različite supstrate, kao što su nukleinske kiseline, proteini, lipidi i sekundarni metaboliti.

## Spoljašnje veze
- Shippy, R Andrew; Mendez, Douglas; Jones, Kristina; Cergnul, Irene; Karpiak, Stephen E (2004). „S-adenosylmethionine (SAM-e) for the treatment of depression in people living with HIV/AIDS”. BMC Psychiatry. 4: 38. PMC 535560 . PMID 15538952. doi:10.1186/1471-244X-4-38.
- [http://arthritis.about.com/od/same/
- [http://www.umm.edu/altmed/articles/s-adenosylmethionine-000324.htm

|  | Molimo Vas, obratite pažnju na važno upozorenje u vezi sa temama iz oblasti medicine (zdravlja). |